# Woyzeck (2013)
Woyzeck ist ein deutscher Fernsehfilm von Nuran David Calis nach dem gleichnamigen Bühnenwerk von Georg Büchner. Der Film hatte seine Premiere am 23. Januar 2013 beim Filmfestival Max Ophüls Preis in Saarbrücken. Die Erstausstrahlung war am 14. Oktober 2013 auf Arte.

## Handlung
Franz Woyzeck lebt zusammen mit Marie und ihrem gemeinsamen Kind im Berliner Ortsteil Wedding der Gegenwart. Woyzeck besitzt nur wenig Selbstbewusstsein, sodass er von seinem Hauptmann ausgenutzt und schikaniert wird. Vor kurzem hat er sein Restaurant an ihn verloren und setzt nun alles daran, es wiederzubekommen.
Seinen geringen Sold wendet er fast vollständig für den Unterhalt der Familie auf. Weil das Geld nicht ausreicht, nimmt er an einer medizinischen Studie teil, bei der er möglichst lange ohne Schlaf auskommen soll. Durch die Medikamente bekommt er allerdings Wahnvorstellungen und eine vorübergehende Potenzstörung. Um sein Selbstwertgefühl wieder zu steigern, arbeitet Woyzeck hart in seinen beiden anderen Nebenjobs als Schienenreiniger und als Hilfskraft in seinem ehemaligen Café. Dadurch vernachlässigt er Marie, die sich immer mehr zum Tambourmajor hingezogen fühlt, einer Berliner Kiez-Größe. Als er sie am letzten Tag der Studie beim Betrug erwischt, eskaliert die Situation.

## Hintergrund
Mit Woyzeck setzten 3sat und Arte die Reihe ihrer Theater-Verfilmungen fort. Nuran David Calis hatte bereits zuvor mit Frühlings Erwachen (2009) eine Theater-Adaption vorgelegt. Hier versetzte er Büchners Dramenfragment Woyzeck in den Wedding der Gegenwart und zeigt damit wie „zeitlos aktuell Büchners schonungsloser Blick auf die Abgründe der menschlichen Psyche“ ist. Tom Schilling spielt Woyzeck, ein Mitglied der „deutschen Mehrheitsgesellschaft, die in die Minderheit geraten ist“. Dazu Nuran David Calis, selbst türkisch-armenisch-jüdischer Abstammung: 

„Mich interessieren ethnische und religiöse Konflikte. Ich brauchte einen Menschen, der eine Minderheit in einer Minderheit darstellt. In Berlin-Wedding ist ‚der Deutsche‘ in jeder Hinsicht in der Minderheit. Hier stimmt unser bürgerlicher Wertekanon nicht mehr, andere Werte drängen sich in den Vordergrund. Der Film dreht sich also auch um die deutsche Identität.“

Der Wedding steht dabei stellvertretend für einen „Kiez, in den die Polizei sich längst nicht mehr hineintraut“, eine „gesetzlose Zone, Ein-Euro-Shops und heruntergekommene Straßenzüge, aufgeteilt zwischen Gangs aus aller Herren Länder“. Der Film spiegelt auch die Spannung zwischen dem Kiez und Büchners Sprache: draußen spricht der Kiez („Halt deine Fresse, du dumme Fotze“), drinnen Büchner („Es ist so still, so still, als sei die Welt tot“). Für Calis sind die Zitate „eine Art Gegenprobe und Referenz zum Original“.

## Kritik
Der Filmdienst meint, Woyzeck sei ein „durch seine betont filmische Inszenierung sowie die faszinierenden Darsteller herausragender Theaterfilm“. Hervorgehoben wird in vielen Kritiken die Leistung Schillings, er spiele „brillant“ (Der Tagesspiegel). 100 Jahre nach der Uraufführung von Woyzeck am Münchner Residenztheater komme der Film einem „bedrückend nahe“ in „seinem völligen Scheitern und Zerbrechen“; dies liege „vor allem an der großartigen Leistung Tom Schillings, der in seiner Fragilität und somnambulen Bewegungsweise genau das Maß findet, das es braucht, um ständig zwischen Wahn und Normalität zu balancieren“, schreibt die Süddeutsche Zeitung.
Rainer Tittelbach resümiert, Calis gelinge ein „Stück sinnliches Arthaus-TV“, das im „Wechsel zwischen pulsierendem multikulturellem Leben auf den Berliner Straßen und filmisch stilisierten, parabelhaften Szenen“ einen „überaus spannungsreichen Erzählfluss“ entwickle. 3sat urteilt, der Film „schreckt auf, geht unter die Haut“. Es sei „beängstigend, wie zeitgemäß der vorrevolutionäre Büchner erscheint“. In diesem Tenor äußert sich auch die tageszeitung, Woyzeck sei ein „ungeheuer trauriger und bedrückender Film“. Calis finde dafür den „Rahmen, und er stellt die Bilder her, die den klassisch-ungebundenen Stoff in der Gegenart [sic!] erden“. Der Film gewinne auch dadurch, dass Calis „sich äußerlich auf einen Boden wagt, der mit Vorurteilen und Ängsten nur so übersät ist“. Er provoziere „bewusst, aber er tut dies, ohne zu werten“; es gehe ihm „auch um die deutsche Identität“ in einer Welt, in der „christlich-abendländische Werte, Gesetze der Demokratie“ nicht mehr gelten.

## Auszeichnungen
Woyzeck erhielt beim Grimme-Preis 2014 eine Nominierung in der Kategorie Fiktion.